# 乞伏婁機
乞伏娄机（?—?），西秦宗室，陇西鲜卑人，是西秦第二任国王乞伏归的兒子。
412年六月，西秦开国国王乞伏国仁的儿子振威将军乞伏公府刺杀了国君（河南王）乞伏乾归，乞伏乾归的长子平昌公乞伏炽磐派骁骑将军乞伏娄机镇守苑川。派兵杀死了乞伏公府兄弟。